# Clinton, New Jersey
Clinton är en ort i Hunterdon County i delstaten New Jersey, USA.